# Radoszyce (gmina w województwie łódzkim)
Radoszyce (do 1870 i 1915–1919 miasto Radoszyce) – dawna gmina wiejska istniejąca do 1943 roku w woj. kieleckim. Siedzibą władz gminy były Radoszyce.
Gmina Radoszyce powstała 13 stycznia 1870 w powiecie koneckim w guberni radomskiej w związku z utratą praw miejskich przez miasto Radoszyce i przekształceniu jego w wiejską gminę Radoszyce w granicach dotychczasowego miasta. Równocześnie istniejącą już gminę Radoszyce – aby uniknąć dwóch jednostek wiejskich o tej samej nazwie – przemianowano na gminę Grodzisko z siedzibą w Grodzisku (współczesna gmina Radoszyce obejmuje obszary zarówno dawnej gminy Radoszyce jak i gminy Grodzisko). Gmina miała skomplikowany i bardzo specyficzny kształt: jej obszar składający się z około 10 enklaw (z których niektóre zawierały kontrenklawy) perforował wielokrotnie gminę Grodzisko.
W 1915 roku austriackie władze okupacyjne wprowadziły administrację cywilną i przekształciły wiejską gminę Radoszyce ponownie w miasto, liczące w 1916 roku 4223 mieszkańców. Władze polskie nie uznały jednak Radoszyc za miasto w 1919 roku, przez co Radoszyce powróciły do statusu gminy wiejskiej.
W okresie międzywojennym gmina Radoszyce należała do powiatu koneckiego w woj. kieleckim. 30 września 1921 roku gmina liczyła 3903 mieszkańców i składała się z osady Radoszyce (3344 mieszkańców) i wsi Plenna (238 mieszkańców) oraz ośmiu drobnych folwarków i kolonii liczących od 12 do 88 mieszkańców (Jacentów, Mościska, Pakuły, Piaski, Pyszna Górka, Wiosna, Wisy i Zychy), których to podstawowe wsie należały do gminy Grodzisko. 1 kwietnia 1939 roku gminę wraz z główną częścią powiatu koneckiego przeniesiono do woj. łódzkiego.
Gmina Radoszyce przetrwała w niezmienionych granicach do połowy 1943 roku, kiedy to została zintegrowana z gminą Grodzisko tworząc gminę Radoszyce. Jedynie gromady Gatniki, Sielpia Mała i Sielpia Wielka włączono do gminy Końskie.